# РДС-4

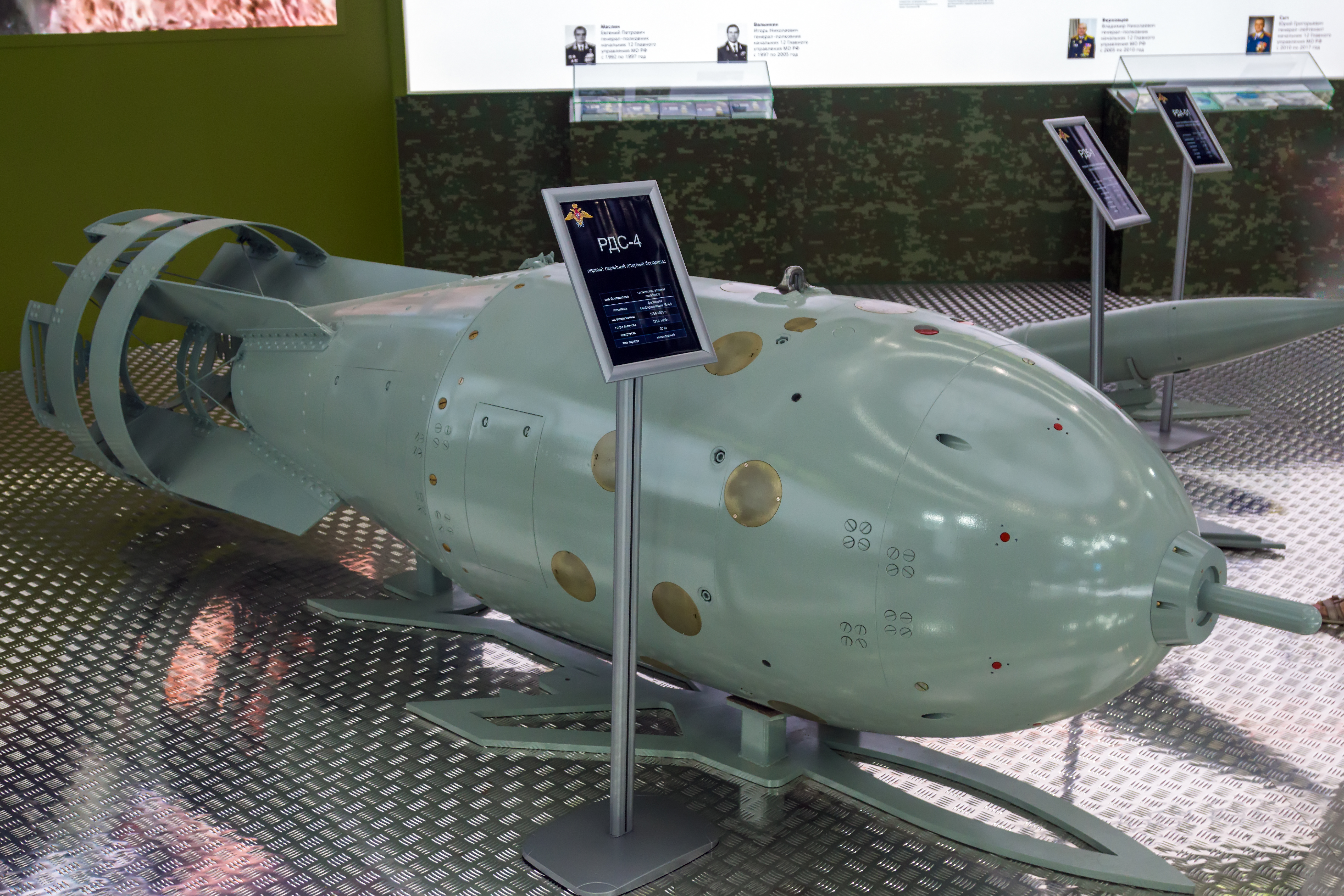
РДС-4 на форуме Армия-2022

РДС-4 (индекс УВ ВВС — 8У69, РДС-2М, изделие 501-2М, изделие Т, изделие 244Н, также «Татьяна») — советская ядерная бомба, ставшая первым тактическим ядерным оружием, производившимся серийно.

## История

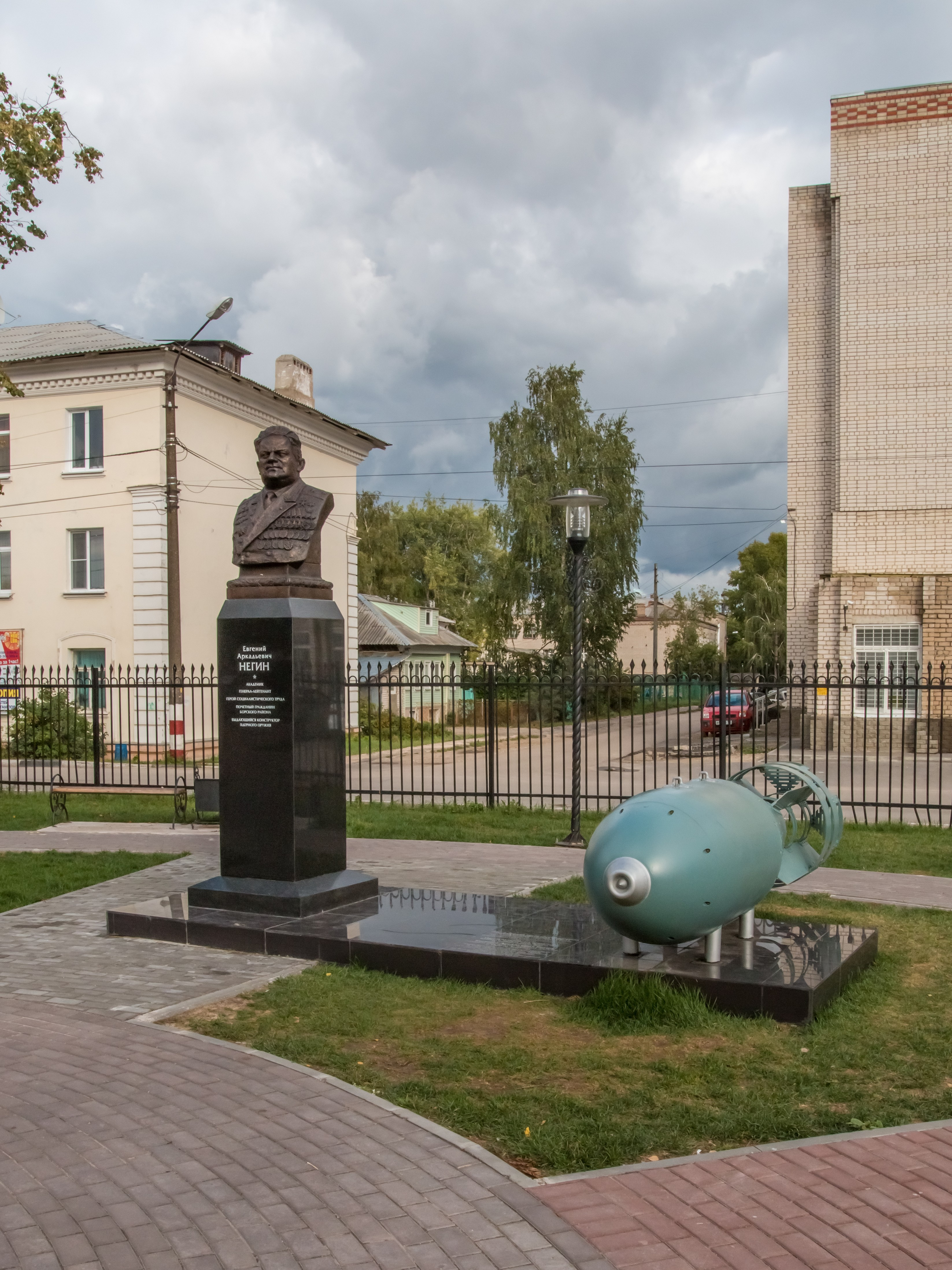
Макет РДС-4 и памятник конструктору ядерных зарядов Е. А. Негину, в городе Бор Нижегородской области

РДС-4 — атомная бомба имплозивного типа оболочечно-ядерной конструкции (с полостью, внутри которой подвешено ядро) с Рu-239. В бомбе использовался принцип имплозии и принцип левитации — внутри полой сферы находилось ядро с 239Pu, а толстый слой алюминиевой сферической оболочки (пушер) отсутствовал. Левитирующие ядра, по информации добытой советской разведкой из США, начали рассматриваться в конструкциях США с июля 1945 года, а первое испытание заряда с использованием левитации было намечено на лето 1946 года. Принцип левитации основан на том, что делящийся материал обычно подвешивался внутри темпера при помощи проволочного подвеса (спицы или растяжки) так, чтобы не вносить существенных возмущений в процесс имплозии.
Техника левитации позволяла передать как можно больше энергии для сжатия делящихся материалов и тем самым увеличить энерговыделение. Сам способ взрывного ускорения массы материала после удара по нему другой массы был уже хорошо известен в это время. Он позволял в несколько раз увеличить интенсивность ударной волны. Этот высокоскоростной удар приводил в результате к лучшему сжатию ядра из делящегося материала.
Номинальное энерговыделение составило 30 килотонн. Впервые РДС-4 с ядерным зарядом Т-200 сб. была испытана на Семипалатинском ядерном полигоне 23 августа 1953 года.
Сомнительная[почему?] информация содержится в рассекреченном[когда?] постановлении министров о плане испытаний на 1953 г. где написано, что РДС-4 устройство с основным зарядом от теллура-120 (плутония 239) с весом 4,2 кг и олова-115 (урана 235) с концентрацией 90 % с весом 6,8 кг с целью определения полной ТНТ эквивалент РДС-4 устройства с полной массой 1,2 тонны.
Ожидается, что полный эквивалент тротила составит 25 тысяч тонн.
Для испытания на 71 испытательном полигоне были составлены два экипажа: основной и дублирующий.
Бомба была сброшена с самолёта Ил-28 на высоте 11 километров, взрыв произошёл на высоте 600 метров, при этом была достигнута мощность в 28 кт. На вооружении состояла в 1954—1965 годах. Масса бомбы — около 1200 килограмм.